# 二葉町 (横浜市)
二葉町（ふたばちょう）は、神奈川県横浜市南区の地名。現行行政地名は二葉町1丁目から二葉町4丁目（字丁目）。住居表示未実施区域。

## 地理
南区の東部に位置し、南に高砂町、南西に東蒔田町、北に新川町、東に高根町・白妙町と接している。

## 歴史

### 沿革
- 1928年（昭和3年）9月1日 - 南吉田町の一部を分離し、二葉町を新設。横浜市中区二葉町となる[6]。
- 1943年（昭和18年）12月1日 - 南区の新設により、横浜市南区二葉町となる[7]。
- 1967年（昭和42年）9月6日 - 東蒔田町の一部を二葉町に編入[8]。
- 1969年（昭和44年）10月1日 - 行政区再編成により、南区を再配置。横浜市南区二葉町となる[9]。

## 世帯数と人口
2025年（令和7年）6月30日現在（横浜市発表）の世帯数と人口は以下の通りである。
| 丁目        | 世帯数    | 人口    |
| ----------- | --------- | ------- |
| 二葉町1丁目 | 406世帯   | 569人   |
| 二葉町2丁目 | 441世帯   | 595人   |
| 二葉町3丁目 | 140世帯   | 176人   |
| 二葉町4丁目 | 343世帯   | 556人   |
| 計          | 1,330世帯 | 1,896人 |

### 人口の変遷
国勢調査による人口の推移。
| 年                 | 人口  |
| ------------------ | ----- |
| 1995年（平成7年）  | 873   |
| 2000年（平成12年） | 1,232 |
| 2005年（平成17年） | 1,559 |
| 2010年（平成22年） | 1,612 |
| 2015年（平成27年） | 1,712 |
| 2020年（令和2年）  | 1,959 |

### 世帯数の変遷
国勢調査による世帯数の推移。
| 年                 | 世帯数 |
| ------------------ | ------ |
| 1995年（平成7年）  | 467    |
| 2000年（平成12年） | 695    |
| 2005年（平成17年） | 808    |
| 2010年（平成22年） | 914    |
| 2015年（平成27年） | 1,059  |
| 2020年（令和2年）  | 1,288  |

## 学区
市立小・中学校に通う場合、学区は以下の通りとなる（2024年11月時点）。
| 番・番地等 | 小学校             | 中学校             |
| ---------- | ------------------ | ------------------ |
| 全域       | 横浜市立日枝小学校 | 横浜市立共進中学校 |

## 事業所
2021年（令和3年）現在の経済センサス調査による事業所数と従業員数は以下の通りである。
| 丁目        | 事業所数 | 従業員数 |
| ----------- | -------- | -------- |
| 二葉町1丁目 | 7事業所  | 42人     |
| 二葉町2丁目 | 24事業所 | 78人     |
| 二葉町3丁目 | 14事業所 | 52人     |
| 二葉町4丁目 | 13事業所 | 36人     |
| 計          | 58事業所 | 208人    |

### 事業者数の変遷
経済センサスによる事業所数の推移。
| 年                 | 事業者数 |
| ------------------ | -------- |
| 2016年（平成28年） | 54       |
| 2021年（令和3年）  | 58       |

### 従業員数の変遷
経済センサスによる従業員数の推移。
| 年                 | 従業員数 |
| ------------------ | -------- |
| 2016年（平成28年） | 218      |
| 2021年（令和3年）  | 208      |

## その他

### 日本郵便
- 郵便番号 : 232-0026[3]（集配局：横浜南郵便局[19]）

### 警察
町内の警察の管轄区域は以下の通りである。
| 番・番地等 | 警察署   | 交番・駐在所 |
| ---------- | -------- | ------------ |
| 全域       | 南警察署 | 吉野町交番   |